# محمد المشنوق
محمد المشنوق (4 أكتوبر 1941) هو مؤلف وتربوي واعلامي لبناني له الكثير من الانجازات التربوية والانمائية والإدارية. من مؤسسي لعشرات الجمعيات والهيئات الاجتماعية والثقافية والرعائية، وميادين التراث والبيئة.

## حياته
هو محمد عبد الله المشنوق. ولد في 4 أكتوبر 1941 في منطقة النويري في قلب بيروت. كان والده من مربيّ المقاصد اللبنانية. حصل على شهادة البكالوريوس في آداب العلوم السياسية والإدارة العامة العليا من الجامعة الأمريكية في بيروت عام 1968 ودبلوم دراسات في الاعلام من جامعة ستراسبورغ عام 1970.

## أعماله
- حكومة بيروت: يتناول تطور المدينة وتاريخ بلديتها.
- تحديات السلام: مشاركاته بمؤتمرات وندوات حول لبنان وحول الصراع العربي الإسرائيلي.
- يوميات الحصار: يتناول حصار إسرائيل لبيروت عام 1982.
- إشكاليات الثقافة والتربية: يتناول أبرز التحـديات الثقافية والتربوية.
- الإعلام والقيادة السياسية: مجموعة من الكتابات والمحاضرات عن واقع الإعلام في لبنان.
- الذاكرة الإعلامية: مجموعة من الدراسات حول المواثيق والتنظيمات الإعلامية.
- المياه والسلام الصعب: دراسات حول المياه في لبنان في إطار الصراع العربي الإسرائيلي.
- ثقوب الغربال 2025: كتاب عن العولمة الاعلامية والثقافية.
- أفكار للبيع: كتابات إذاعية لمعالجة قضايا يومية.
- بيروت قصة حب.
- بيروت جميلة الصباح.
- بصمات الأرق: مجموعة من الوجدانيات والخواطر.

## نشاطاته
- المدير العام لجريدة بيروت المساء (1966-1973).
- المدير العام للوكالة الوطنية للأنباء - وزارة الاعلام – لبنان (1973-1979).
- ممثل لبنان لدى اللجنة الدائمة للإعلام العربي في جامعة الدول العربية (1973-1979).
- رئيس اتحاد وكالات الانباء العربية (1988-1989).
- أستاذ محاضر في الاعلام في الجامعة اللبنانية وكلية بيروت الجامعية (1975-1985).
- أعمال استشارية لهيئات إعلامية في العالم العربي وأوروبا واميركا وأفريقيا.
- مؤسس لعدد من الوسائل الإعلامية المسموعة والمرئية.
- عضو في نقابة الصحافة اللبنانية، واتحاد الناشرين العرب.
- عضو مجلس أمناء جمعية المقاصد (1978-2004)، ورئيس لجنة التربية (1994-2004).
- رئيس المجلس الثقافي لمدينة بيروت (2000-2004).
- رئيس جمعية متخرجي الجامعة الأميركية (1998 - 2004) وعضو مجلسها الأعلى.
- الأمين العام للندوة الاقتصادية اللبنانية.
- عضو الهيئة التنفيذية في ندوة الدراسات الإنمائية.
- عضو جمعية الديمغرافيين العرب.
- عضو مؤسس لجمعيات بيروت التراث، طاقات لبنانية، أنا لبنان
- عضو جمعية التقدم العلمي الدولية.
- عضو المؤسسة الدولية للإعلام والاتصالات.
- وزيرا للبيئة 2014